# Mezinárodní rada křesťanů a židů
Mezinárodní rada křesťanů a židů, v angličtině International Council of Christians and Jews, (ICCJ) je mezinárodní organizace pro spolupráci a mezináboženský dialog. Sdružuje celkem 34 národních organizací a platforem židovsko-křesťanského i muslimského dialogu. Pořádá konference a mezinárodní setkání.
Své sídlo má v německém Heppenheimu, v domě filosofa Martina Bubera, kde žil, dokud jej nacistické pronásledování nedonutilo opustit Německo.